# Диого Као
Диого Као (на португалски: Diogo Cão, произнася се по-близко до Диогу Кау и Диогу Кан) е португалски мореплавател, изследовател на Африка.

## Ранни години (1440 – 1482)
Роден е около 1440 година в португалския град Вила Реал (по други данни в Евора), незаконен син на Алваро Фернандес.
През 1481 – 1482 участва като капитан на една от каравелите в ескадрата на Диого Азанбужи за основаване на португалска колония на Златния Бряг (сега Гана). Као участва в построяването на колонията, където остават почти всички кораби от флотилията. Части от екипажите на корабите организират отряди за лов на роби, за построяване на града и форта към него.

## Изследователска дейност (1482 – 1486)

### Първо плаване (1482 – 1484)
През юни 1482 г., крал Жуау II изпраща Као начело на нова експедиция на юг. Као открива Гвинейския залив, продължава на юг и открива западното крайбрежие на Африка от 1º до 13º 30` ю.ш. (нос Санта Мария), в т.ч. на 22 юли устието на река Конго. На 6° ю.ш. слиза на брега и поставя „падран“ – каменен стълб с кралския герб, името на краля и мореплавателя и датата на откритието (същият е намерен през 1859). На нос Санта Мария (13°25′14″ ю. ш. 12°32′03″ и. д. / 13.420556° ю. ш. 12.534167° и. д.) поставя още един „падран“ (открит през 1886) и през април 1484 се завръща в Лисабон.

### Второ плаване (1484 – 1486)
През 1484 – 1486 Као възглавява нова експедиция с два кораба, в която взема участие известният картограф Мартин Бехайм от Нюрнберг. Експедицията открива цялото крайбрежие на Ангола и голям участък от пустинния югозападен бряг на Африка – от устието на река Кунене до нос Крос (21°46′23″ ю. ш. 13°57′00″ и. д. / 21.773056° ю. ш. 13.95° и. д.), където поставя трети „падран“. По този начин Као открива над 2500 км от западното крайбрежие на Африка на юг от екватора.
На връщане, в устието на река Конго, е ухапан от отровна змия и умира, а почти целия му екипаж загива при атака на племето живеещо в близост до реката.
След завръщането си от плаването през 1492 Мартин Бехайм изработва в Нюрнберг най-стария съхранил се глобус на Земята.